# Phosvitin
Phosvitin là một trong những phosphoprotein có ở lòng đỏ trứng (thường là trứng gà), được biết đến là protein phosphoryl hóa phổ biến nhất trong tự nhiên. Năm 1949, Mecham và Olcotte lần đầu tiên phân lập phosvitin lòng đỏ trứng gà bằng cách pha loãng lòng đỏ với magnesi sulfat.